# 盧靜遠
卢静远（1874年—1921年）湖北竹溪人。清朝及中华民国军事人物。

## 生平
卢静远毕业于日本陆军士官学校第一期。曾任军咨府第二厅厅长。